# Amata aurea
Amata aurea är en fjärilsart som beskrevs av Swinhoe 1908. Amata aurea ingår i släktet Amata och familjen björnspinnare. Inga underarter finns listade i Catalogue of Life.